# Seibu (warenhuis)
Seibu Department Stores, Ltd. (株式会社西武百貨店, Kabushiki-gaisha Seibu Hyakkaten) is een Japans warenhuis. De eerste winkel onder deze naam opende zijn deuren in 1949. Seibu is een typisch Jans warenhuis met een uitgebreid assortiment. De onderneming is een onderdeel van Sogo & Seibu Co., Ltd., dat eigendom is van het Amerikaanse investeringsfonds Fortress Investment Group. Van 1972 tot 1990 was het bedrijf lid van de International Association of Department Stores.

## Japan
Het vlaggenschip van Seibu Department Stores bevindt zich in Ikebukuro. In Tokio zijn er winkels in Shibuya en Ikebukuro. In 2020 waren er 8 winkels in het hele land. In augustus 2020 sloot Seibu zijn winkels in Okazaki en Otsu en werden de winkels in Akita en Fukui verkleind vanwege  tegenvallende verkoopcijfers.
Naast warenhuizen exploiteert Seibu de speciaalzaak Loft en de supermarkt The Garden/Shell Garden, beide onderdeel van Seven &amp; I Holdings Co. De supermarkt The Garden/Shell Garden werd in september 2023 samen met Sogo & Seibu verkocht aan het Amerikaanse investeringsfonds Fortress Investment Group. Seibu exploiteerde voorheen ook de warenhuisketen Parco, dat nu wordt geëxploiteerd door J. Front Retailing. Daarnnast behoorden Muji (onafhankelijk opererend) en de Seiyu Group, dat nu eigendom is van Walmart, tot de groep. Seibu, Parco en Seiyu maakten voorheen deel uit van de inmiddels ter ziele gegane Seibu Saison-groep, terwijl Muji het huismerk van Seiyu was.

### Auto-import
Van 1960 tot 1995 verkochten de warenhuizen van Seibu geïmporteerde Europese en Amerikaanse auto's. Seibu concurreerde met Yanase en verkocht Citroën, Saab, Chevrolet, Fiat, Ferrari, Holden en Peugeot. Oorspronkelijk heette het bedrijf vanaf 1963 Western European Cars, totdat Seibu in 1971 de activiteiten overnam als Seibu Motors. In 1995 werd het bedrijf overgenomen door de opvolger Shin Seibu Car Sales, die Citroëns bleef importeren tot het bedrijf in 2002 werd opgeheven.

## Internationale vestgingen

### Indonesië

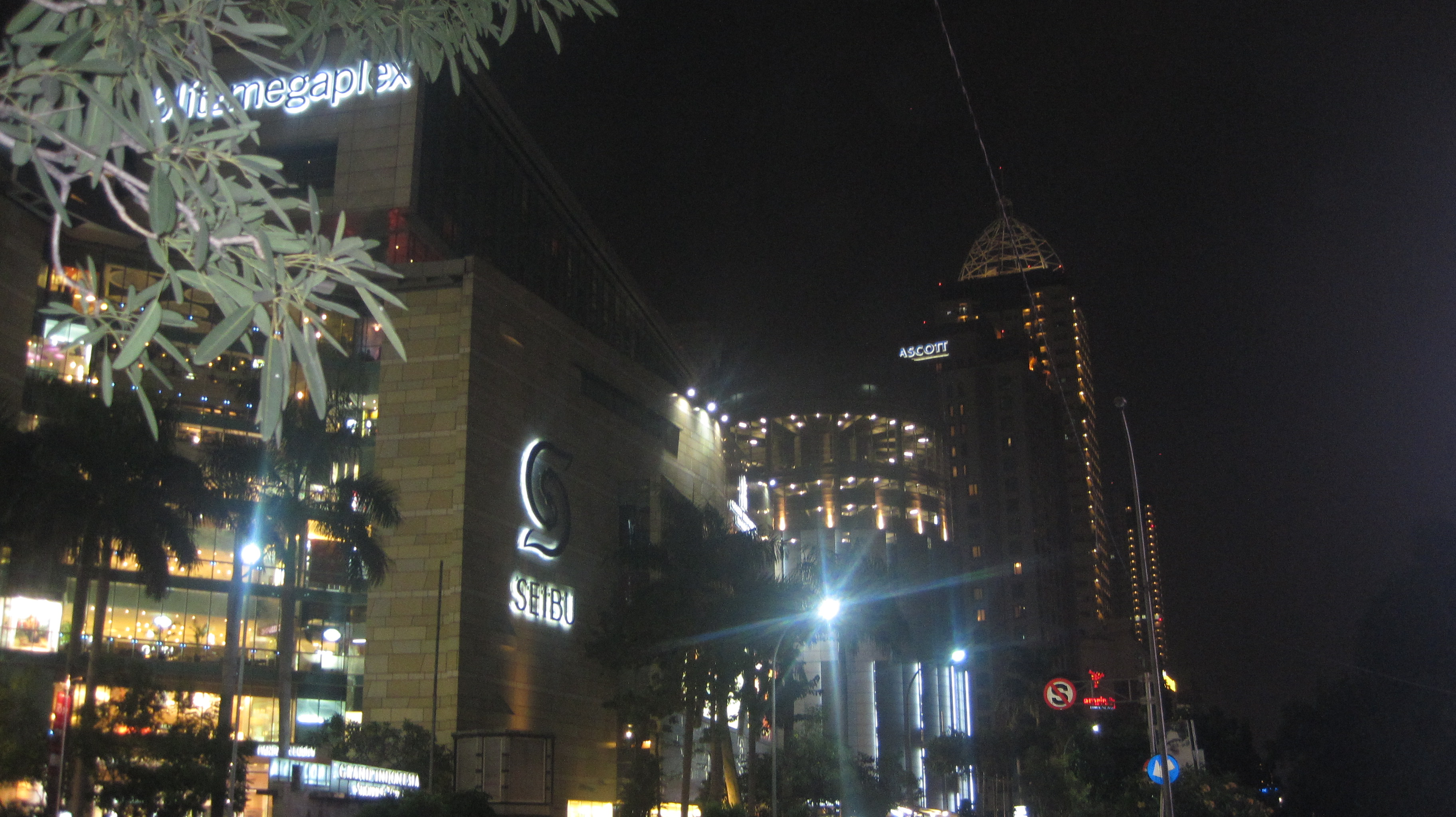
Seibu warenhuis gebouw in Grand Indonesia, Centraal-Jakarta, Indonesië

#### Eerste vestiging
Seibu's eerste warenhuis in Indonesië als Jakarta Seibu werd in 1995 geopend in het Mega Pasaraya-complex (nu Pasaraya Blok M), gelegen nabij een drukke terminal, Blok M, in Jakarta. Het warenhuis bezet vier verdiepingen van het acht verdiepingen tellende gebouw met een atrium in het midden.  Het luxe warenhuis, gericht op de hogere klasse, wordt geëxploiteerd door ALatief Corporation (voorheen PT. Pasaraya Nusakarya), een bedrijf dat ook een groot lokaal warenhuis, Pasaraya, exploiteert. De twee warenhuizen liggen naast elkaar en een voetgangersbrug verbindt de gebouwen. Het warenhuis, dat algemeen wordt beschouwd als een van de meest luxueuze die ooit in het land is geopend, had eigen boetieks van merken als Yves Saint Laurent, Aigner, Versace, Testoni, Kenzo, Escada en Trussardi. Als gevolg van de recessie van 1997/8 en de locatie, slaagde Jakarta Seibu er niet in om het beoogde publiek aan te trekken en sloot in 1999. 

#### Herintroductie
Seibu kwam op 9 mei 2007 opnieuw het land binnen en bezette vier verdiepingen van het westelijke winkelcentrum van Grand Indonesia Shopping Town. Net als zijn voorganger richt Seibu zich opnieuw op de hogere middenklasse in Indonesië en biedt het een scala aan luxe merken, zoals Calvin Klein Jeans, Tommy Hilfiger ende vlaggenschipwinkel van Dolce & Gabbana Beauty. Het warenhuis wordt geëxploiteerd door PT. Mitra Adiperkasa Tbk, die ook de Indonesische Sogo-warenhuizen (een zusterwarenhuisketen van Seibu) en het warenhuis Galeries Lafayette exploiteert. De feestelijke opening van de winkel vond gelijktijdig met het winkelcentrum plaats op 20 mei 2009, ondanks de zachte opening van de winkel twee jaar eerder. Het is de oudste Seibu die nog steeds buiten Japan actief is, ondanks de 8 jaar durende pauze sinds de sluiting van de oorspronkelijke winkel in Blok-M in 1999.
Op 17 december 2021 werd een tweede vestiging van Seibu geopend in Pondok Indah Mall 3 van één verdieping. 

### Maleisië
De eerste Seibu-winkel in Maleisië werd in november 2023 geopend in het winkelcentrum The Exchange TRX in Kuala Lumpur.
Het warenhuis beslaat 23.000 m² en herbergt meer dan 400-500 merken, waarvan er veel voor het eerst in Maleisië te vinden zijn, verdeeld over vier verdiepingen. Het is het eerste internationale luxe warenhuis in Maleisië dat een mix van eigentijdse modemerken en Japanse modemerken huisvest die nieuw zijn in Maleisië. Het warenhuis biedt de eerste Japanse foodhall in Maleisië. 

### Voormalige buitenlandse vestigingen

#### Hongkong
Seibu opende zijn eerste niet-Japanse vestiging in Hong Kong met een vlaggenschipwinkel in de Mall at the Pacific Place op de voormalige Victoria Barracks, maar verkocht zijn activiteiten in 1996 aan Dickson Concepts. De winkel was geopend tot september 2013. Een andere locatie was het Windsor House in East Point.

#### Verenigde Staten
In 1962 opende Seibu een filiaal op de hoek van Wilshire en Fairfax in Los Angeles. Het was het eerste Japanse warenhuis op het vasteland van de Verenigde Staten. Ondanks de vele publiciteit wekte de winkel weinig meer dan nieuwsgierigheid en sloot al na twee jaar. Later werd het gebouw bezet door het warenhuis Ohrbach's. 